# Piteado

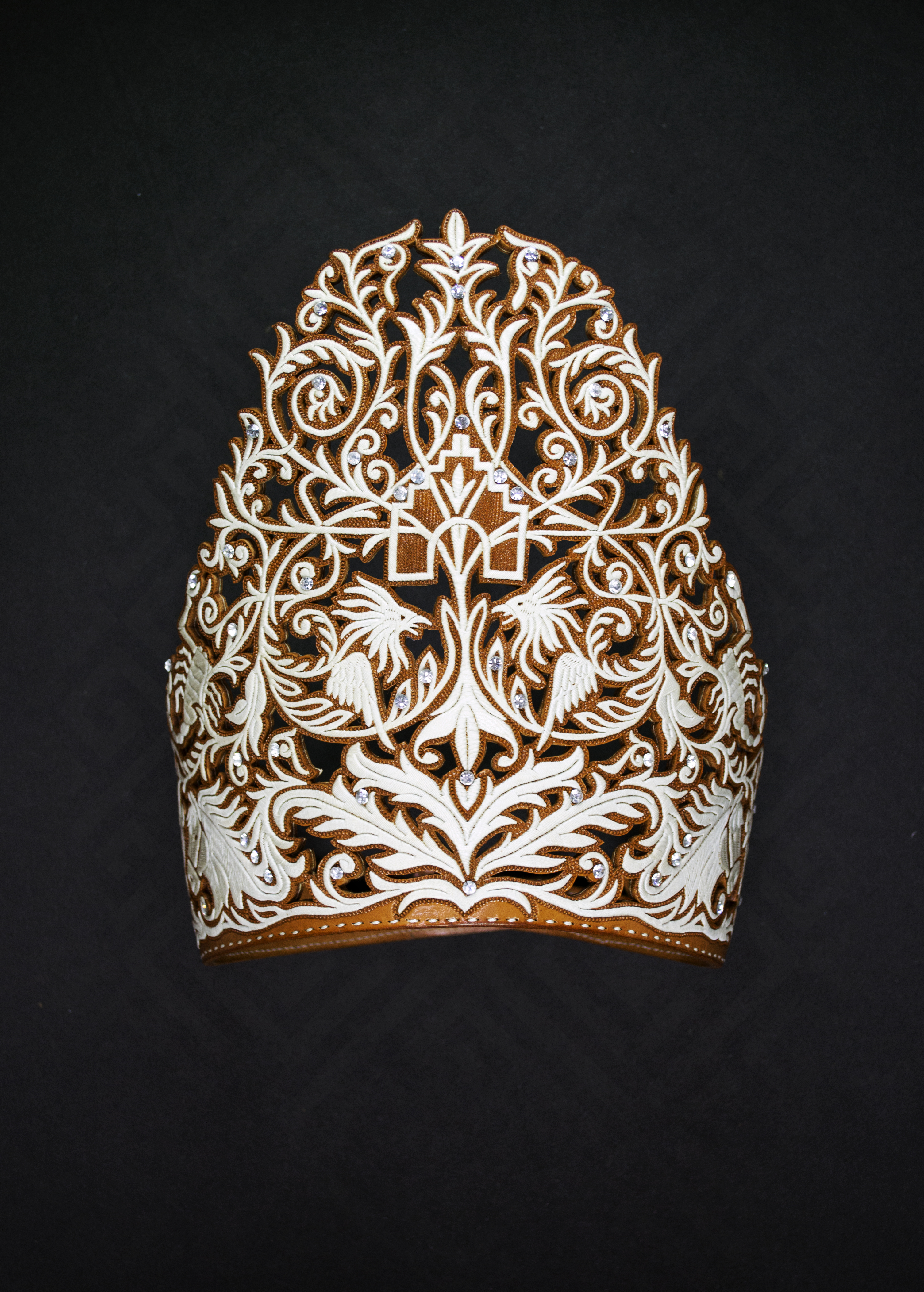
Corona realizada para la reina de la 25 Feria Nacional del Piteado (2016), Colotlán

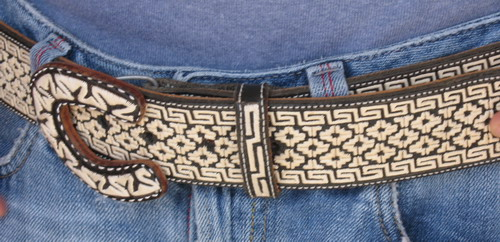
Detalle de una correa hecha a mano del piteado

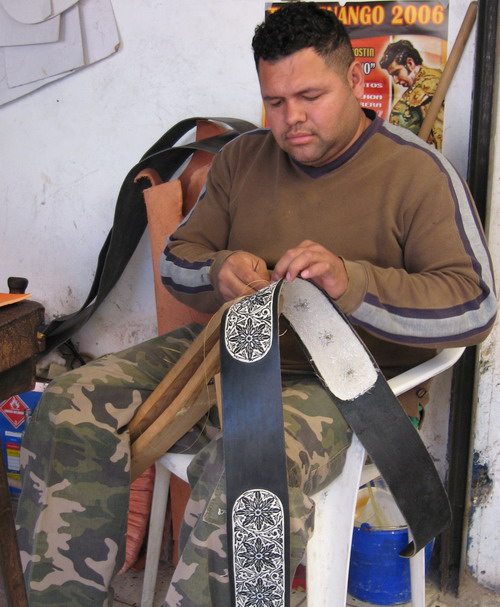
Punteador en el trabajo en talabartería

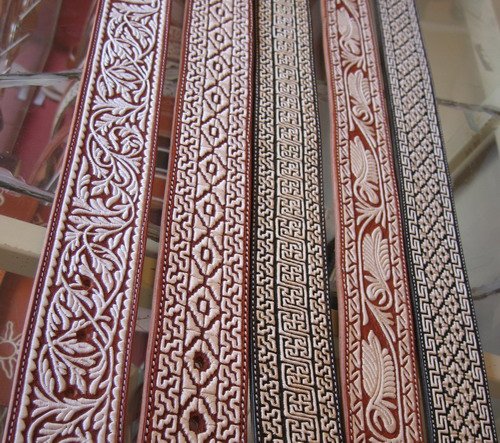
Variedad de correas del piteado

El piteado es una técnica artesanal ejecutada actualmente en algunos pueblos de América, donde la fibra de pita o ixtle (hilo trenzado hecho de la fibra del maguey, el agave americana) es bordado sobre el cuero en patrones decorativos. La técnica se utiliza para hacer correas de cinturones, sandalias, diademas, calzado, sillas de montar y otros accesorios de piel de cualquier tipo bordada con este material. Los diseños típicos incluyen flores, animales, charreada, y símbolos prehispánicos o greco-romanos. 
Tradicionalmente cada taller de talabartería emplea tres tipos de trabajadores, cada uno dedicado a una tarea especializada: talabartero, bordador, y “punteadores”.

## Lugares de piteado
El piteado es particularmente popular entre la comunidad del charro. Desarrollado en diversas localidades dispersas en los estados mexicanos de Hidalgo, Guerrero, Estado de México, Jalisco, Zacatecas y Michoacán. 
Existen también artesanos que llevan a cabo esta técnica en regiones fuera de México, como lo es Samayac en el departamento de Suchitepéquez, Guatemala donde sus artistas han desarrollado una originalidad en sus bordados pero carecen de promoción y canales de distribución.
Sin embargo, se reconoce como capital mundial del piteado al municipio de Colotlán, ubicado en Jalisco, México, el cual hoy en día elabora prendas y accesorios con esta técnica que muchas veces rompen con lo tradicional y se inclinan a lo contemporáneo. Esto, aunado a una localización geográfica que generó una estrecha relación con la vestimenta típica del Mariachi y el Charro jalisciense, que a su vez popularizó esta técnica.

## Trabajo artesanal tradicional
Colotlán, municipio del norte de Jalisco se autodenomina como “La capital mundial del piteado” por contar aun en su población quienes se dedican a este bello arte el cual se fomenta por su gobierno municipal con una feria anual como una fuente principal de promoción a los artistas de esa región que elaboran trabajos con estas técnicas de piteado y aprovechar la derrama económica que esto genera para la región. 
Bordar manualmente un cinturón regularmente puede requerir hasta cerca de 30 días o más de trabajo. El tipo de fibra requerida (Pita "o" Aechmea magdalenae) se produce en los estados mexicanos de Veracruz, Chiapas y Oaxaca, y en la zona del Petén en Guatemala. 
Los artesanos de esas regiones productoras de fibra de pita elaboran también productos piteados en piel de corte vacuno, no obstante debido a la carencia de publicidad y promoción no le es común y fácil conseguir el mercado correcto.

## Piteado industrial vs piteado artesanal
Jalisco, es famoso por este tipo de artesanía. Actualmente en Guadalajara hay una industria que emplea máquinas bordadoras y técnicas de fabricación automatizadas para la elaboración de imitación alegóricas al piteado con hilos de seda que confunde al consumidor final quien no sabe a veces diferenciar entre los productos genuinos bordados a mano originalmente con fibra de pita natural y los mecanizados en hilos de imitación. En Guadalajara y en San Luis Potosí, se ha popularizado también una versión falsa hecha con alambres plateados y dorados que se negocian fraudulentamente como hilos originales de oro y plata 925 o "chapa" de estos metales.

## Difusión de la técnica de piteado
Hay una fundación promotora con oficinas en Veracruz, México; Florida, EE. UU.; y Shanghái en China que promueve, fomenta, apoya y hace contribuciones sin fines de lucro de maquinaria y del equipo necesario a las comunidades de artesanos que requieren y muestran coordinación y voluntad de conservar este arte entre sus oficios. 
Esta organización también financia investigaciones científicas para mejorar las plantas de donde se obtiene la fibra de pita (Aechmea magdalenae), vinculando comunidades agrícolas-productoras de fibra de pita de la sierra norte de Oaxaca, con bioquímicos y productores agrícolas de plantas de pita en Guatemala en la región de Mesaltenango. Con el fin de apoyar diseños experimentales en algunos nuevos productos de uso común, dando recursos y la ayuda necesaria a artesanos potenciales de creaciones innovadoras, preservando siempre estos recursos no renovables naturales y el medio ambiente. 
Fomenta mejoras y evolución de técnicas en el proceso de la fabricación de productos tradicionales. Tomando cuidado de preservar la herencia de este genuino arte a nuevas generaciones de artesanos interesados de cualquier parte del mundo otorgando material didáctico y materiales relativos prácticos para el genuino bordado de fibra en pieles. 
Se dice que una forma menos sofisticada de este arte vino de España con los conquistadores y fue alterado en su perfección por la población indígena de México.
- Datos: Q7198908